# Doze Apóstolos da Irlanda

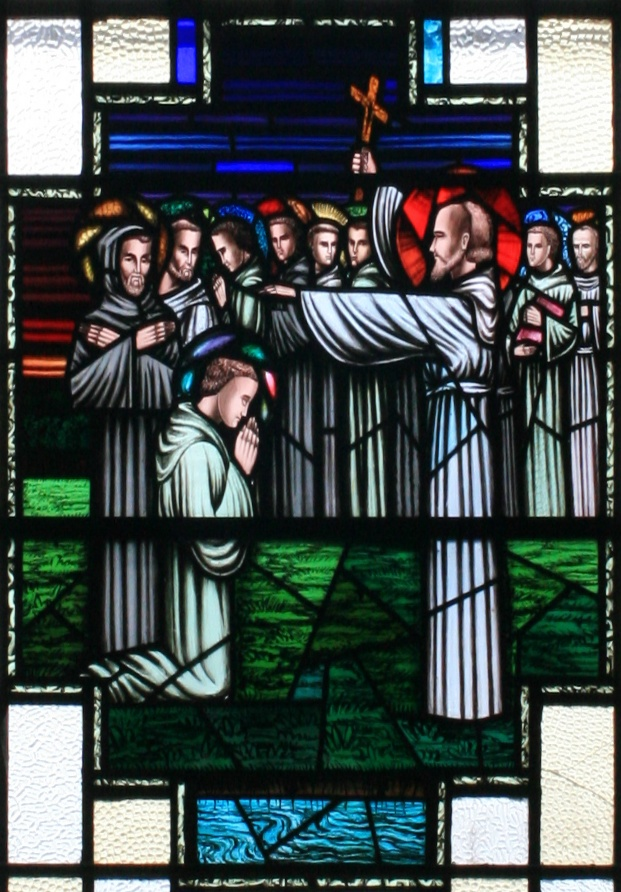
Vitral de São Finiano de Clonard abençoando os Doze Apóstolos.

Os Doze Apóstolos da Irlanda (em inglês:  Twelve Apostles of Irelanda; em irlandês:  Dhá Aspal Déag na hÉireann) foram doze monges irlandeses do século VI que estudaram sob Finiano de Clonard em sua Abadia de Clonard. É dito que cerca de três mil pessoas estudaram sob Finiano, mas apenas os doze mais destacados são conhecidos por apóstolos, sendo estes os seguintes:
- Brandão de Birr;
- Brandão de Clonfert;
- Cainnech de Aghaboe;
- Ciarán de Saighir (em algumas tradições, substituído pelo próprio Finiano de Clonard);[2]
- Ciarán de Clonmacnoise;
- Columba de Terryglass;
- Columba de Iona;
- Laisrén mac Nad Froích;
- Mobhí Clárainech;
- Ninnidh;
- Ruadhán de Lorrha;
- Senán mac Geirrcinn.